# 류사눌 묘
류사눌 묘(柳思訥 墓)는 인천광역시 서구 경서동에 있는 조선시대의 무덤이다. 1990년 11월 9일 인천광역시의 기념물 제5호로 지정되었다.

## 개요
고려말 조선초의 문신인 문숙공 류사눌(1375∼1440) 선생의 묘소이다.
태조 2년(1393)에 문과에 급제하여 관직에 나아간 후 홍주 목사, 경상도 도관찰사 등을 거쳐 예문관 대제학에 올랐다. 대제학 재직시 악학제조를 겸하여 박연(朴堧)과 함께『아악보』를 완성하였고, 1435년에는 구악(舊樂)을 정리하는 등 맹사성·박연 등과 함께 조선 초기의 악학 정비에 큰 기여를 하였다.
현재 묘역에는 아랫부분에 둘레석을 두른 봉분을 중심으로 좌우에 문인석 등의 석물이 배치되어 있다.

## 같이 보기
- 류사눌

## 참고 자료
- 류사눌 묘 - 국가유산청 국가유산포털